# Kwiedzina
Kwiedzina (Duits: Queden) is een plaats in het Poolse district  Kętrzyński, woiwodschap Ermland-Mazurië. De plaats maakt deel uit van de gemeente Kętrzyn en telt 50 inwoners.